# Lyman R. Casey

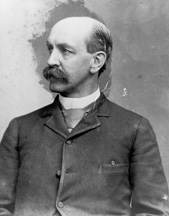
Lyman R. Casey

Lyman Rufus Casey (* 6. Mai 1837 in York, Livingston County, New York; † 26. Januar 1914 in Washington, D.C.) war ein US-amerikanischer Politiker der Republikanischen Partei, der den Bundesstaat North Dakota im US-Senat vertrat.

## Leben
Der aus dem Staat New York stammende Casey zog mit seinen Eltern 1853 nach Ypsilanti in Michigan. Nach Abschluss seiner Schulausbildung war er viele Jahre lang als Baustoffhändler tätig. 1882 ließ er sich in Carrington im Dakota-Territorium nieder und wurde dort Rancher. Er fungierte als Vorsitzender des staatlichen Bewässerungsausschusses von North Dakota und hatte im Foster County die mit dem Landratsposten vergleichbare Funktion des County commissioner inne.
Nach der Aufnahme North Dakotas als Bundesstaat in die USA wurde Casey für die Republikaner in den US-Senat gewählt. Seine Amtszeit dort begann am 25. November 1889; am 3. März 1893 schied er dann wieder aus dem Kongress aus, nachdem er sich vergeblich um die erneute Nominierung durch seine Partei beworben hatte. Während seiner Zeit im Senat war er Vorsitzender des Eisenbahnausschusses.
In der Folge zog er zunächst nach New York City, ehe er nach Washington zurückkehrte, wo er 1914 starb.